# 육종연구센터
육종연구센터는 수산생물의 육종에 관한 시험조사 및 연구를 위해 설립된 해양수산부 국립수산과학원 전략양식연구소 소속 연구기관이다. 경상남도 거제시 남부면 다포리 201번지에 위치하고 있다.

## 주요 업무
- 유전다양성 확보를 위한 자연산 및 양식산 어미의 수집
- 어미집단의 유전다양성 및 계측형질 특성 분석
- 유전자 표지를 이용한 친자확인 기술 개발
- 육종품종의 유전능력 평가 및 육종효율 조사
- 육종형질별 산업화 품종 개발
- 육종품종의 브랜드화 및 생산자 추적 시스템 개발

## 같이 보기
- 미래양식연구센터
- 해조류바이오연구센터
- 사료연구센터
- 독도수산연구센터
- 아열대수산연구센터
- 내수면양식연구센터